# Welfesholz
Welfesholz is een plaats en voormalige gemeente in de Duitse deelstaat Saksen-Anhalt, en maakt deel uit van de Landkreis Mansfeld-Südharz.
Welfesholz telt 221 inwoners.